# Stazione meteorologica di Isola del Cantone
La stazione meteorologica di Isola del Cantone è la stazione meteorologica di riferimento per la località di Isola del Cantone.

## Coordinate geografiche
La stazione meteo si trova nell'Italia nord-occidentale, in Liguria, in provincia di Genova, nel comune di Isola del Cantone, a 300 metri s.l.m. e alle coordinate geografiche 44°39′N 8°57′E.

## Dati climatologici
In base alla media trentennale di riferimento 1961-1990, la temperatura media del mese più freddo, gennaio, si attesta a +2,4 °C; quella del mese più caldo, luglio, è di +23,0 °C .
| Isola del Cantone  | Mesi | Mesi | Mesi | Mesi | Mesi | Mesi | Mesi | Mesi | Mesi | Mesi | Mesi | Mesi | Stagioni | Stagioni | Stagioni | Stagioni | Anno |
| Isola del Cantone  | Gen  | Feb  | Mar  | Apr  | Mag  | Giu  | Lug  | Ago  | Set  | Ott  | Nov  | Dic  | Inv      | Pri      | Est      | Aut      | Anno |
| ------------------ | ---- | ---- | ---- | ---- | ---- | ---- | ---- | ---- | ---- | ---- | ---- | ---- | -------- | -------- | -------- | -------- | ---- |
| T. max. media (°C) | 5,5  | 8,1  | 12,3 | 17,1 | 22,6 | 26,9 | 29,5 | 28,1 | 23,5 | 17,5 | 11,0 | 7,0  | 6,9      | 17,3     | 28,2     | 17,3     | 17,4 |
| T. min. media (°C) | −0,7 | −1,3 | 1,7  | 5,2  | 9,2  | 13,2 | 16,5 | 16,5 | 12,6 | 8,7  | 3,9  | 0,0  | −0,7     | 5,4      | 15,4     | 8,4      | 7,1  |